# Tour Down Under 2004
De Tour Down Under 2004 (Engels: 2004 Jacob's Creek Tour Down Under) was de zesde editie van de meerdaagse wielerwedstrijd die in en rondom Adelaide in Australië werd gehouden. Deze editie vond plaats van dinsdag 20 tot en met zondag 25 januari 2004.
De eindzege bleef voor de vierde keer in Australië. Na Stuart O'Grady, winnaar in 1999 en 2001, en Michael Rogers, winnaar in 2002, ging de zege dit jaar naar Patrick Jonker, lid van het Australische Team UniS-Australia. Hij won de zesdaagse etappekoers voor zijn landgenoten Robbie McEwen (tweede op 1.13) en Baden Cooke (derde op 1.21).
Matthew Wilson van FDJeux.com werd aan het einde van de ronde uitgeroepen tot de meest strijdlustige renner.

## Startlijst
Er namen twaalf ploegen deel, die met elk acht renners aan de start verschenen.
Ag2r Prevoyance
- 1.  Mikel Astarloza
- 2.  Jaan Kirsipuu
- 3.  Inigo Chaurreau
- 4.  Andy Flickinger
- 5.  Erki Pütsep
- 6.  Nicolas Portal
- 7.  Mark Scanlon
- 8.  Nicolas Inaudi

Crédit Agricole
- 11.  Julian Dean
- 12.  Cédric Hervé
- 13.  Eric Leblacher
- 14.  Mads Kaggestad
- 15.  Aleksandr Botsjarov
- 16.  Christophe Le Mével
- 17.  Geoffroy Lequatre
- 18.  Benoît Poilvet

Domina Vacanze
- 21.  Lorenzo Cardellini
- 22.  Murilo Fischer
- 23.  Massimiliano Gentili
- 24.  Massimo Giunti
- 25.  Francesco Secchiari
- 26.  Sergio Marinangeli
- 27.  Massimiliano Mori
- 28.  Paolo Valoti

Lotto-Domo
- 31.  Robbie McEwen
- 32.  Aart Vierhouten
- 33.  Piotr Wadecki
- 34.  Hans De Clercq
- 35.  Wim Vansevenant
- 36.  Glenn D'Hollander
- 37.  Gert Steegmans
- 38.  Nick Gates

Quick.Step-Davitamon
- 41.  László Bodrogi
- 42.  Frederic Amorison
- 43.  Aurelien Clerc
- 44.  Pedro Horrillo
- 45.  Kevin Hulsmans
- 46.  José Pecharroman
- 47.  José Antonio Garrido
- 48. —

FDJeux.com
- 51.  Baden Cooke
- 52.  Nicolas Vogondy
- 53.  Bradley McGee
- 54.  Thomas Lövkvist
- 55.  Mark Renshaw
- 56.  Philippe Gilbert
- 57.  Matthew Wilson
- 58.  Bernhard Eisel

Navigators Insurance
- 61.  David McKenzie
- 62. —
- 63.  Siro Camponogara
- 64.  Jeff Louder
- 65.  Kirk O'Bee
- 66.  Ciaran Power
- 67.  Burke Swindlehurst
- 68.  Philip Zajicek

Bankgiroloterij
- 71.  Rudi Kemna
- 72.  Addy Engels
- 73.  Remco van der Ven
- 74.  Matthé Pronk
- 75.  Julien Smink
- 76.  Frank van Dulmen
- 77.  Laurens ten Dam
- 78.  Alain van Katwijk

Panaria-Margres
- 81.  Graeme Brown
- 82.  Giuliano Figueras
- 83.  Brett Lancaster
- 84.  Guillermo Bongiorno
- 85.  Scott Davis
- 86.  Serhij Matvjejev
- 87.  Fabio Gilioli
- 88.  Paolo Tiralongo

Team Australia
- 91.  Allan Davis
- 92.  Ashley Hutchinson
- 93.  Stephen Wooldridge
- 94.  David McPartland
- 95.  Ben Day
- 96.  Allan Iacuone
- 97.  Simon Gerrans
- 98.  Hilton Clarke

United Water
- 101.  Aaron Kemps
- 102.  Ashley Humbert
- 103.  Bernard Sulzberger
- 104.  Richard Moffat
- 105.  Ryan Sullivan
- 106.  Peter Dawson
- 107.  Mark Jamieson
- 108.  Nic Sanderson

UniSA Australia
- 111.  Patrick Jonker
- 112.  Matthew Rex
- 113.  Luke Roberts
- 114.  Gene Bates
- 115.  Steve Cunningham
- 116.  Russell Van Hout
- 117.  Adrian Laidler
- 118.  James Hannam

## Etappe-overzicht
| etappe | datum      | start    | finish        | afstand | winnaar          | klassementsleider |
| ------ | ---------- | -------- | ------------- | ------- | ---------------- | ----------------- |
| 1e     | 20 januari | Adelaide | Adelaide      | 50 km   | Robbie McEwen    | Robbie McEwen     |
| 2e     | 21 januari | Norwood  | Kapunda       | 157 km  | David McPartland | David McPartland  |
| 3e     | 22 januari | Goolwa   | Victor Harbor | 150 km  | Philippe Gilbert | Patrick Jonker    |
| 4e     | 23 januari | Unley    | Hahndorf      | 141 km  | Robbie McEwen    | Patrick Jonker    |
| 5e     | 24 januari | Willunga | Willunga      | 147 km  | Ben Day          | Patrick Jonker    |
| 6e     | 25 januari | Adelaide | Adelaide      | 90 km   | Baden Cooke      | Patrick Jonker    |

## Etappe-uitslagen
| rang | renner          | land | tijd |
| ---- | --------------- | ---- | ---- |
| 1    | Robbie McEwen   | AUS  | ?    |
| 2    | Rudie Kemna     | NED  | zt   |
| 3    | Mark Renshaw    | AUS  | zt   |
| 4    | Graeme Brown    | AUS  | zt   |
| 5    | Nicolas Vogondy | FRA  | zt   |

| rang | renner            | land | tijd   |
| ---- | ----------------- | ---- | ------ |
| 1    | David McPartland  | AUS  | ?      |
| 2    | Alain van Katwijk | NED  | + 0.01 |
| 3    | Patrick Jonker    | AUS  | zt     |
| 4    | Baden Cooke       | AUS  | zt     |
| 5    | Robbie McEwen     | AUS  | zt     |

| rang | renner            | land | tijd |
| ---- | ----------------- | ---- | ---- |
| 1    | Philippe Gilbert  | BEL  | ?    |
| 2    | Gene Bates        | AUS  | zt   |
| 3    | Robbie McEwen     | AUS  | zt   |
| 4    | Baden Cooke       | AUS  | zt   |
| 5    | Giuliano Figueras | ITA  | zt   |

| rang | renner         | land | tijd |
| ---- | -------------- | ---- | ---- |
| 1    | Robbie McEwen  | AUS  | ?    |
| 2    | Aurélien Clerc | SUI  | zt   |
| 3    | Baden Cooke    | AUS  | zt   |
| 4    | Allan Davis    | AUS  | zt   |
| 5    | David McKenzie | AUS  | zt   |

| rang | renner         | land | tijd |
| ---- | -------------- | ---- | ---- |
| 1    | Ben Day        | AUS  | ?    |
| 2    | Robbie McEwen  | AUS  | zt   |
| 3    | Baden Cooke    | AUS  | zt   |
| 4    | Allan Davis    | AUS  | zt   |
| 5    | Murilo Fischer | BRA  | zt   |

| rang | renner        | land | tijd |
| ---- | ------------- | ---- | ---- |
| 1    | Baden Cooke   | AUS  | ?    |
| 2    | Robbie McEwen | AUS  | zt   |
| 3    | Allan Davis   | AUS  | zt   |
| 4    | Mark Renshaw  | AUS  | zt   |
| 5    | Jaan Kirsipuu | EST  | zt   |

## Eindklassementen

### Algemeen klassement
| Plaats      | Naam                | Ploeg                | Tijd      |
| ----------- | ------------------- | -------------------- | --------- |
| Oranje trui | Patrick Jonker      | Team UniSA-Australia | 16u32'19" |
| 2           | Robbie McEwen       | Lotto-Domo           | + 1' 13"  |
| 3           | Baden Cooke         | FDJeux.com           | + 1' 21"  |
| 4           | Philippe Gilbert    | FDJeux.com           | + 1' 28"  |
| 5           | Massimo Giunti      | Domina Vacanze       | z.t.      |
| 6           | Murilo Fischer      | Domina Vacanze       | + 1' 29"  |
| 7           | Giuliano Figueras   | Panaria-Margres      | + 1' 30"  |
| 8           | Aleksandr Botsjarov | Crédit Agricole      | + 1' 31"  |
| 9           | Luke Roberts        | Team UniSA-Australia | + 1' 47"  |
| 10          | Gene Bates          | Team UniSA-Australia | + 2' 56"  |

### Puntenklassement
| Plaats      | Naam             | Ploeg                | Punten |
| ----------- | ---------------- | -------------------- | ------ |
| Blauwe trui | Robbie McEwen    | Lotto-Domo           | 36     |
| 2           | Aurélien Clerc   | Quick.Step-Davitamon | 30     |
| 3           | David McPartland | Team Australia       | 18     |

### Bergklassement
| Plaats      | Naam                 | Ploeg           | Punten |
| ----------- | -------------------- | --------------- | ------ |
| Groene trui | Paolo Tiralongo      | Panaria-Margres | 32     |
| 2           | Massimiliano Gentili | Domina Vacanze  | 28     |
| 3           | David McPartland     | Team Australia  | 24     |

### Jongerenklassement
| Plaats      | Naam             | Ploeg      | Tijd      |
| ----------- | ---------------- | ---------- | --------- |
| Zwarte trui | Philippe Gilbert | Fdjeux.com | 16u33'47" |
| 2           | Thomas Lövkvist  | Fdjeux.com | + 36' 41" |
| 3           | Mark Renshaw     | Fdjeux.com | +1.03'16" |

### Ploegenklassement
| Plaats | Ploeg           | Tijd      |
| ------ | --------------- | --------- |
|        | UniSA-Australia | 49u41'53" |
| 2      | Fdjeux.com      | + 1' 48"  |
| 3      | Domina Vacanze  | + 1' 57"  |

## Uitvallers

### 1e etappe
- Bradley McGee (FDJeux.com)[1]

### 2e etappe
- Ashley Hutchinson (Team Australia)
- Stephen Wooldridge (Team Australia)

### 3e etappe
- Nicholas Sanderson (United Water)

### 4e etappe
- Guillermo Bongiorno (Panaria-Margres)
- Aaron Kemps (United Water)[2]
- Matthew Rex (UniSA)[3]

### 5e etappe
- Brett Lancaster (Panaria-Margres)

### 6e etappe
- Serhij Matvjejev (Panaria-Margres)
- Richard Moffat (United Water)
- Jeff Louder (Navigators Insurance Cycling Team)
- Fabio Gilioli (Panaria-Margres)
- Ryan Sullivan (United Water)
- Mark Jamieson (United Water)

1999 · 
2000 · 
2001 · 
2002 · 
2003 · 
2004 · 
2005 · 
2006 · 
2007 · 
2008 · 
2009 · 
2010 · 
2011 · 
2012 · 
2013 · 
2014 · 
2015 · 
2016 · 
2017 · 
2018 · 
2019 · 
2020  · 
2021-2022 · 
2023 · 2024 · 2025